# Greater Western Sydney Giants
Greater Western Sydney Giants (GWS) är en professionell australisk fotbollsklubb från Sydney, Nya Sydwales. Klubben tävlar i Australian Football League.

## Klubblåt
| Engelsk originaltext | Svensk översättning |
| --- | ------------------- |
| Well, there's a big, big sound From the West of the town It's the sound of the mighty Giants! You feel the ground a-shaking! The other teams are quaking In their boots before the Giants! We take the longest strides And the highest leap We're stronger than the rest! We're the Greater Western Sydney Giants We're the biggest and the best! And we will never surrender We'll fight until the end We're greater than the rest! |                     |